# Jeffrey Donaldson
Jeffrey Mark Donaldson, né le 7 décembre 1962 à Kilkeel dans le comté de Down, est un homme politique britannique. Il est député pour la circonscription de Lagan Valley en Irlande du Nord de 1997 à 2024, et chef du Parti unioniste démocrate (DUP) à la Chambre des communes britannique de 2019 à 2024.
Il dirige le Parti unioniste démocrate entre le 30 juin 2021 et le 29 mars 2024.

## Biographie
Jeffrey Mark Donaldson commence sa carrière politique au Parti unioniste d'Ulster (UUP). Il est candidat de ce parti dans la circonscription électorale de Lagan Valley aux élections générales de 1997 et est élu député au Parlement de Westminster. Il est également membre de l'Assemblée d'Irlande du Nord (MLA) pour la même circonscription de 2003 à 2010.
Donaldson est connu pour ses désaccords avec David Trimble, alors dirigeant de l'UUP, en ce qui concerne le processus de paix en Irlande du Nord et l'Accord du Vendredi saint. Il quitte alors l'UUP en 2004, et rejoint l'autre parti unioniste, le DUP, opposé au processus de paix et au partage de pouvoir avec les partis nationalistes. 
Donaldson participe à l'exécutif d'Irlande du Nord de 2008 à 2009 en tant que ministre adjoint du premier ministre Peter Robinson. Après que Nigel Dodds ait perdu son siège aux élections générales de 2019, Donaldson devient le leader du groupe DUP au parlement de Westminster. Il est candidat aux élections à la direction du DUP en mai 2021, s'inclinant face à Edwin Poots. Après la démission de Poots le mois suivant, Donaldson est le seul candidat désigné pour succéder à Poots à la direction du DUP. Il et élu chef du DUP le 22 juin 2021 suivant et entre en fonction le 30 juin suivant. Il démissionne le 29 mars 2024 à la suite de son inculpation dans une affaire de mœurs et est remplacé par Gavin Robinson, député de Belfast Est à la Chambre des communes britannique et ancien lord-maire de Belfast qui assure l'intérim.
Il est membre de l'Église presbytérienne irlandaise, et membre de l'ordre d'Orange. Il est anobli à titre personnel en 2016.

### Accusations de viols et d’agressions sexuelles
Jeffrey Donaldson est arrêté par la police le 28 mars 2024 à la suite d'accusations de viols et d’agressions sexuelles. Le nombre de victimes et la date des faits présumés n'ont pas été communiqués. Le DUP le démet de ses fonctions de président du parti lors d’une réunion d’urgence.